# Fête de la Saint-Hubert
 (avril 2023).
Si vous disposez d'ouvrages ou d'articles de référence ou si vous connaissez des sites web de qualité traitant du thème abordé ici, merci de compléter l'article en donnant les références utiles à sa vérifiabilité et en les liant à la section « Notes et références ».
La fête de la Saint-Hubert a lieu chaque année en Belgique et partiellement en France. Saint Hubert est le patron des chasseurs depuis le IXe siècle. Il est aussi invoqué pour la protection des chiens et des chevaux. Cette occasion donne lieu à  des rassemblements de cavaliers, d'équipages de chasse à courre pour la messe de la Saint-Hubert, ou plus simplement une bénédiction. C'est aussi le rendez-vous des chasseurs, des sonneries de trompes de chasse, des équipages.

## Galerie

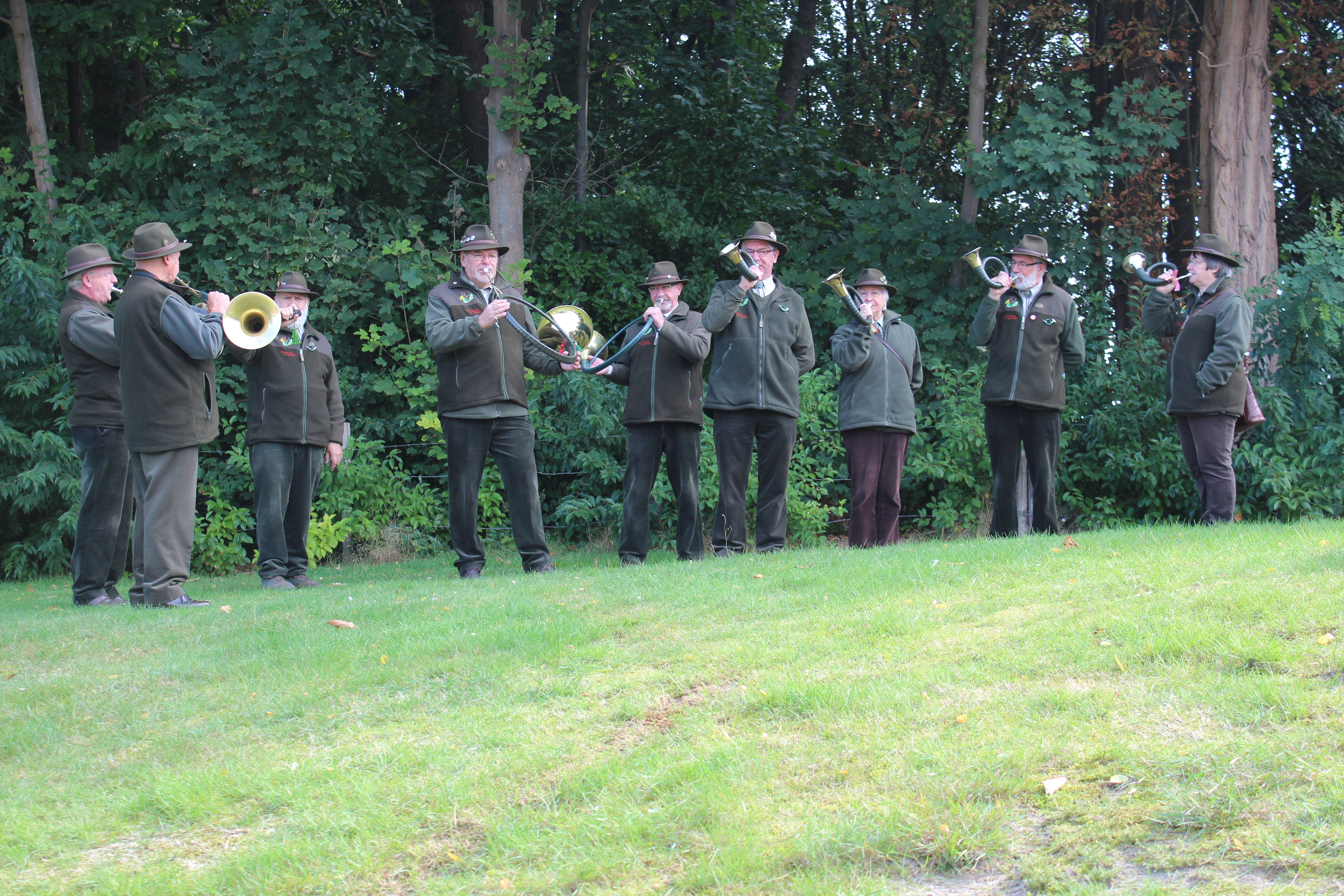
Sonneries de cors à Bareldonk Berlare (2013).